# Gaillarde

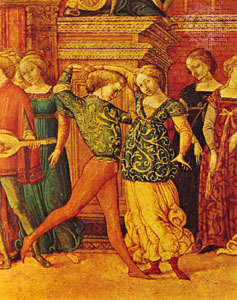
Galliard in Siena, Italië, 15e eeuw

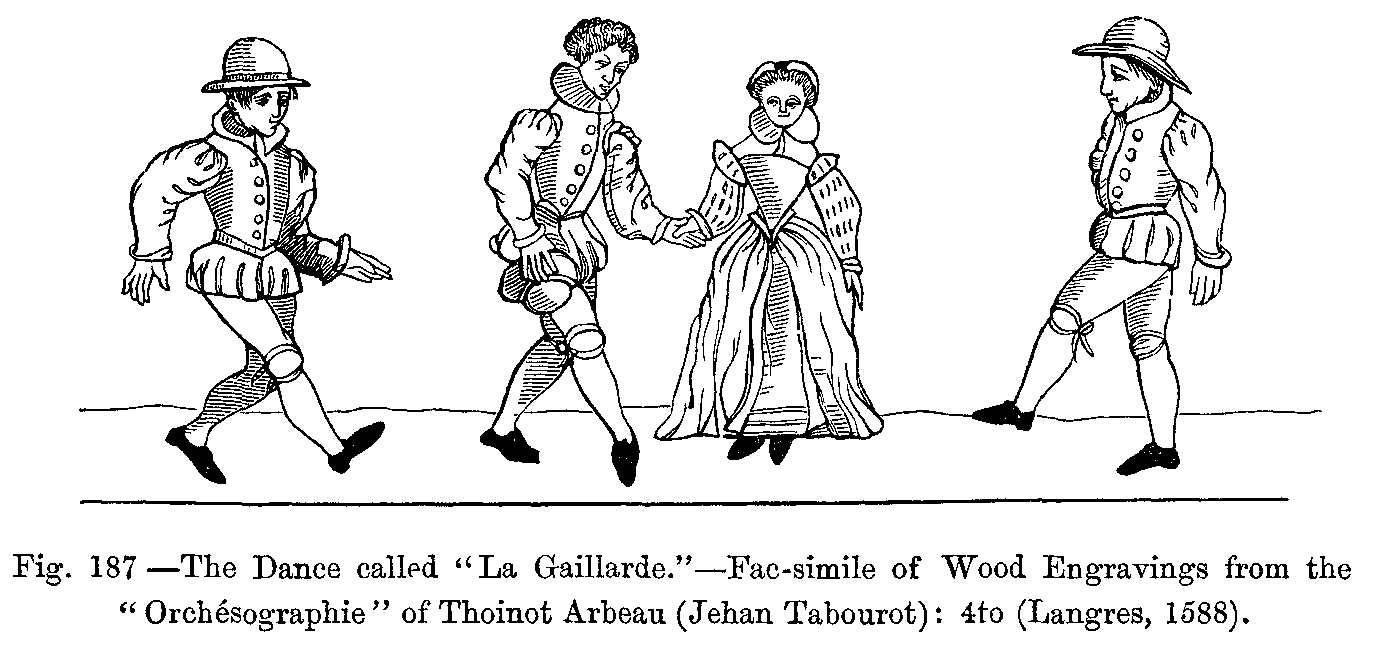
Gaillarde in de Orchésographie Thoinot Arbeaus

De gaillarde is een levendige renaissancedans van Italiaanse herkomst. Het is een sprongdans die vaak samen genomen werd met een rustigere, geschreden dans. Als danspaar met de pavaan is de gaillarde vaak onderdeel van een suite, later overgenomen door de courante.
Van oorsprong een volksdans verbreidde de gaillarde zich na 1400 in Frankrijk en vandaar aan het eind van de 15e eeuw aan tal van Europese hoven. In de 16e eeuw was hij populair in heel West-Europa. In 16e-eeuwse dansboeken, zoals die van Pierre Attaingnant en Thoinot Arbeau, werden talrijke variaties op deze dans beschreven.

## Dansvorm
De dans heeft een driedelige maat, waarbij om de maat op de tweede tel een sprong gemaakt wordt en op de andere tellen een pas wordt gezet.
Het is een atletische dans, gekenmerkt door sprongen, hupjes en soortgelijke figuren. Typisch zetten de dansers in één maat vijf passen.
De basis is de cinque-pas (vijf-pas), die bestaat uit vier hupjes, afwisselend op de linker- en de rechtervoet, waarbij telkens de andere voet in de lucht naar voren wordt gehouden.

Het meest typerend is dat de laatste twee accenten in één grote sprong genomen worden. Dit heet de cadens. Dansbeschrijvingen geven meestal aan dat met de linkervoet wordt begonnen, waarna de figuur herhaald wordt beginnend met de rechtervoet. De patronen kunnen zo uitgebreid worden van vijf passen naar elf (2 maal vijf plus tussenpas) of zeventien passen (drie maal vijf plus twee).

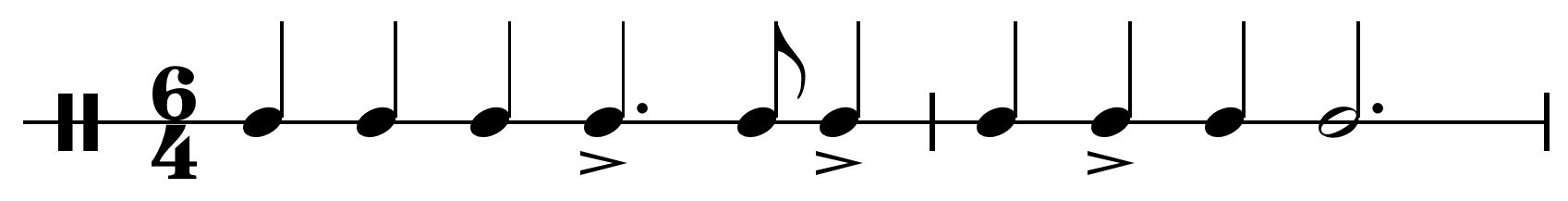
ritme van de gaillarde

Een bijzonders pas tijdens de gaillarde is de lavolta, een pas die van het paar nauw onderling lichamelijk contact vereist als de vrouw wordt opgetild en het paar driekwart rond draait. Een andere speciale pas is de Salti del Fiocco. Deze pas is bekend uit Negri's handleiding en behelst doorgaans een pirouetje aan het eind. Tijdens de draai slaat de danser zijn been uit om een hangende pluim (tussen kniehoogte en middel) te raken.
De gaillarde was vaak een dans op zich zelf, maar ook geregeld onderdeel van andere dansen. In bijvoorbeeld de 16e-eeuwse Italiaanse dansen van Fabritio Caroso (1581) en Cesare Negri (1602) zit vaak een gaillarde-deel.

## Muziekvorm
De gaillarde was niet alleen populair als dans, maar ook als speelmuziek. In danssuites vervulde de gaillarde vaak de rol van "na-dans" in zeskwartsmaat, volgend op een ander stuk dat het imiteerde (soms een pavaan) in vieren. Het kenmerkende zesdelige ritme van de gaillarde kan ook vandaag de dag nog vaak in liederen teruggehoord worden, zoals bijvoorbeeld in het Engelse volkslied.

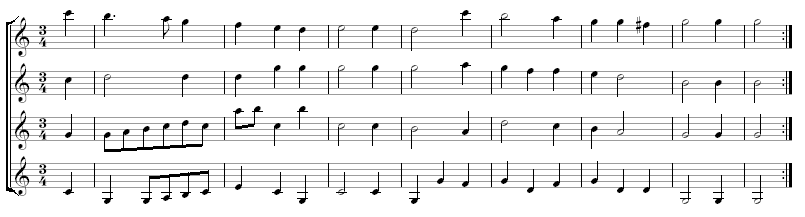
gaillarde, omstreeks 1530

## Spelling
Naast "gaillarde" komt ook de spelling "galliarde" veel voor. In oudere literatuur komen ook de vormen  "galjaarde", "galearde" en andere variaties hierop voor. De grote Van Dale geeft uitsluitend "gaillarde". Het vermoeden is dat het Nederlands de term uit het Frans heeft overgenomen, terwijl "galliarde" meer de Italiaanse oorsprong van het woord volgt. Gaillarde is tevens de benaming van een Franse gemeente.